# 公子虺
公子虺，春秋诸侯国许国公子，许悼公子。
许悼公在病中因喝了世子止的药而卒，世子止认为自己害死了父亲，没有继位，而是把君位让给了弟弟公子虺。
但许悼公死后许国国君为世子止的弟弟许男斯。公子虺是否不受君位而让于兄弟斯，是否在短暂继位后失位，与斯是否为一人，尚待考。
1. ↑  《谷梁传》